# بطاقة الرسائل
بطاقة الرسائل هي عبارة عن قرطاسية بريدية تتكون من بطاقة مطوية مع طابع مطبوع مسبقًا. ولأنها مطوية فهي تعطي للكاتب مساحة مضاعفة للرسالة مقارنة بالبطاقة البريدية. وتُكتب الرسالة من الداخل ثم تُطوى البطاقة بعد ذلك وتُغلق أطرافها. يمزق المستلم الحواف المثقوبة ويتخلص منها لأجل فتح البطاقة.

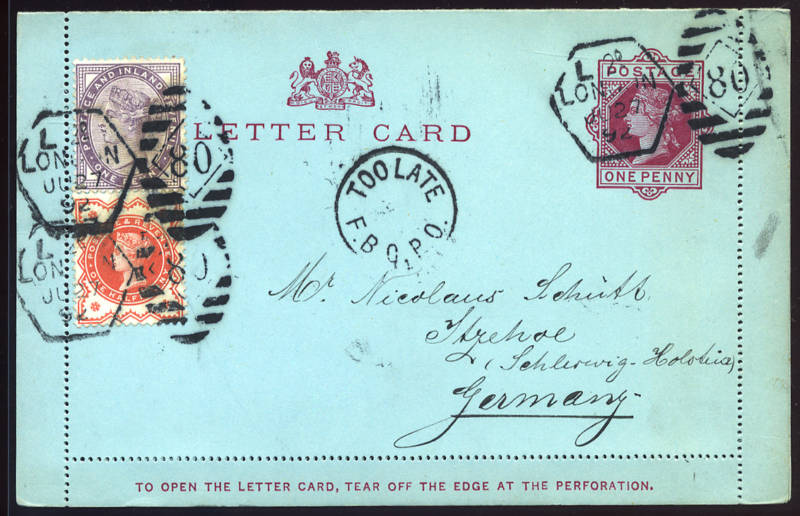
بطاقة رسائل ارسلت مع طابع بريدي مطبوع في عام 1892

ابتكر بطاقة الرسائل لأول مرة شخص مجري يُدعى أكين كارولي وأُصدرت في بلجيكا عام 1882. واستخدمت الإصدارات الخاصة في بريطانيا العظمى عام 1887. وصدرت أول بطاقة رسائل رسمية بريطانية عام 1892. وفي نيوفاوندلاند، صدرت بطاقات رسائل الرد عام 1912 والتي تضمنت بطاقة رد صغيرة.
أُصدرت بطاقات الخطابات في مجموعة متنوعة من مخزون البطاقات والألوان. وكما هو الحال مع الطوابع اللاصقة، فإن مقياس التثقيب أداة مفيدة في المهنة.

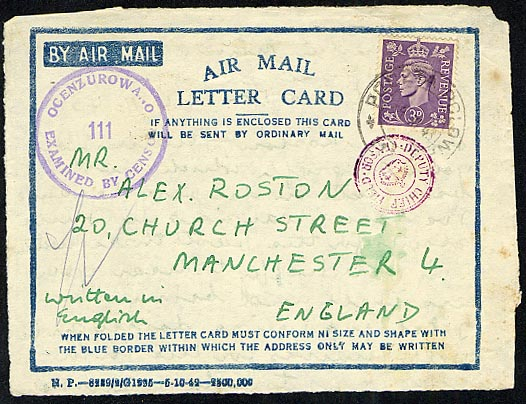
بطاقة رسالة ارسلت بالبريد الجوي في عام 1943

كانت مصطلحات بطاقة الرسائل أو بطاقة رسالة جوية مظروفة تُستخدم أحيانًا على بطاقات البريد الجوي قبل عام 1952، وهو العام الذي اعترف فيه اتحاد البريد الجوي رسميًا بكلمة ”إيروغرام“.. ولكن بالنسبة لبطاقات البريد الجوي، فإن هذهِ المصطلحات مضللة. فاستخدام كلمة ”بطاقة“ توحي بمخزون بطاقات أثقل في حين أن العديد من هذه ”البطاقات“ كانت مطبوعة على ورق خفيف وكانت عبارة عن أوراق رسائل بدلاً من بطاقات رسائل.

## معرض الصور

بطاقة رسالة من الأرجنتين
بطاقة رسالة من أستراليا
بطاقة رسالة من إيرلندا
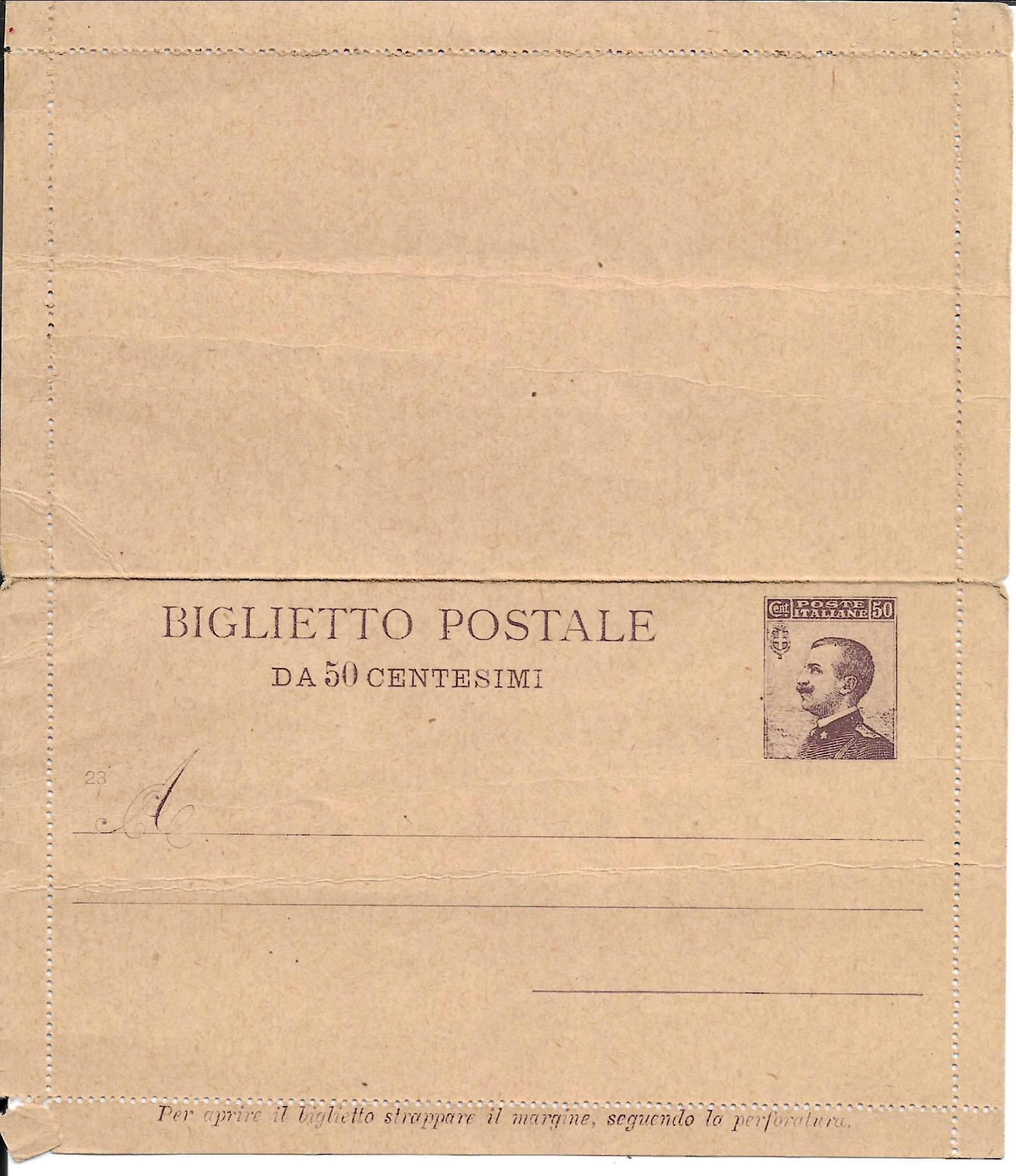
بطاقة رسالة من إيطاليا
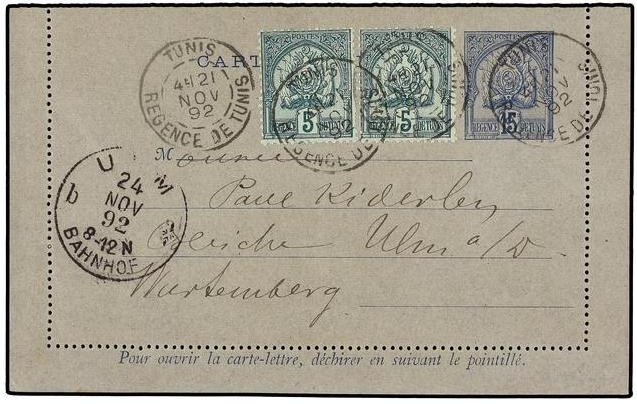
بطاقة رسالة من تونس
بطاقة رسالة من الباراغواي
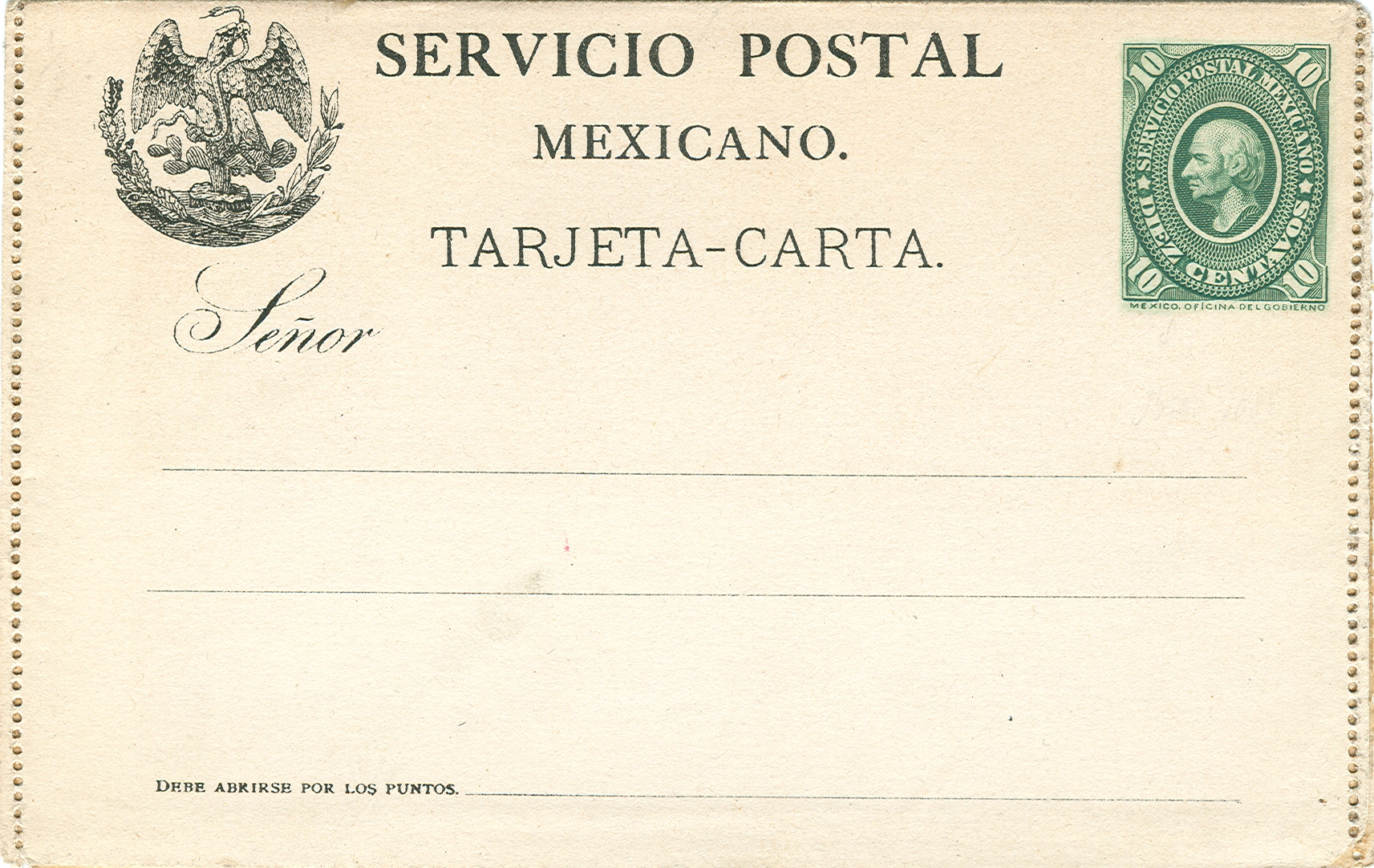
بطاقة رسالة من المكسيك
بطاقة رسالة من المملكة المتحدة
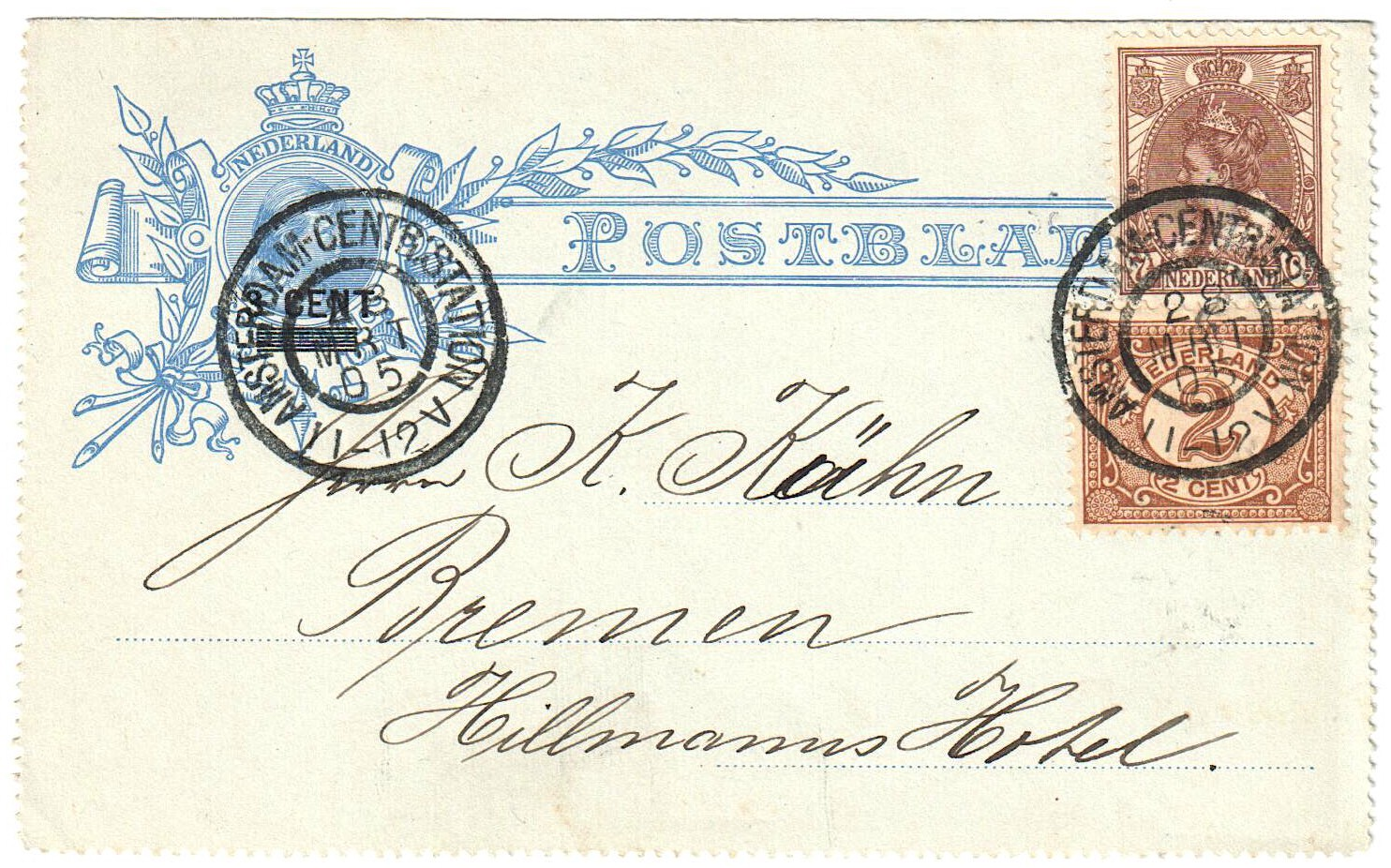
بطاقة رسالة من هولندا